# 한양 기방 명기전
"한양 기방 명기전"은 한국에서 제작된 김민욱 감독의 2015년 멜로/로맨스 영화이다. 나영 등이 주연으로 출연하였다.

## 출연

### 주연
- 나영
- 지오

### 조연
- 윤지
- 수지